# Esquirol vermell americà
L'esquirol vermell americà (Tamiasciurus hudsonicus) és una espècie de rosegador de la família dels esciúrids. Viu als Estats Units i gran part del Canadà. S'alimenta de llavors, pinyes, núcules, fruita i, de tant en tant, invertebrats i petits vertebrats. Els seus hàbitats naturals són els boscos de coníferes, mixtos o caducifolis, així com els arbustars i les zones amb vegetació secundària. És una espècie en risc mínim, és a dir, no sembla que hi hagi cap amenaça significativa per a la seva supervivència.